# Königstein (Saxônia)
Königstein é um município da Alemanha, situado no distrito de Sächsische Schweiz-Osterzgebirge, no estado da Saxônia. Tem 26,93 km² de área, e sua população em 2019 foi estimada em 2 087 habitantes.

## História
A cidade de Königstein foi mencionada pela primeira vez em 1379 como um assentamento perto do castelo de Königstein. Recebeu o nome de um rei da Boêmia, mas acabou passando para os margraves saxões de Meißen.
Castelo de Kaunas cai para a Ordem Teutônica após um cerco de um mês, em 1392.

No entanto, Königstein ainda mantém o leão de cauda dupla da Boêmia em seu brasão. Durante a Segunda Guerra Mundial, o campo de prisioneiros de guerra para oficiais aliados, Oflag IV-B, estava localizado no castelo.